# Eine Vision (Meine Jugend)
Eine Vision (Meine Jugend) ist eine Symphonische Fantasie für Großes Orchester, auch Huldigungs-Ouvertüre genannt. Sie wurde von Franz Lehár 1906 komponiert und im darauffolgenden Jahr vom Musikverlag Doblinger veröffentlicht. Die Uraufführung des Werkes fand am 24. April 1907 zum Jubiläum der 400. Aufführung der Operette Die lustige Witwe im Theater an der Wien statt.

## Hintergrund
Anlässlich des überragenden Erfolges seiner Operette spielte Lehár bei der Jubiläumsvorstellung das Stück als Ouvertüre. Für die Aufführung stellte Wilhelm Karczag, damaliger Direktor des Theaters, ein vergrößertes Orchester mit hundert Musikern zur Verfügung.

## Musik
Das Stück, mit einer Spieldauer von ca. 9 Minuten, erinnert an die slawischen Komponisten, die Lehár in seiner frühen musikalischen Ausbildung beeinflusst haben. Die Instrumentation und Melodik erinnert an die Slawischen Tänze von Dvořák oder an Mein Vaterland von Smetana. Für Lehár symbolisierte dieses Werk eine Rückkehr zu seinen Wurzeln als klassischer Komponist. Jedoch konnte sein Werk beim Publikum keinen nachhaltigen Anklang finden. Obwohl Lehár frei komponieren konnte, hielt ihn sein Erfolg in dem Musikstil der Operette gefangen, der ihn berühmt gemacht hatte.
Auf der im Jahr 1997 vom Label CPO veröffentlichen CD Lehár: Symphonic Works ist das Stück Eine Vision zu hören.

## Besetzung
Die Partitur des Verlages Josef Weinberger weist folgende Besetzung aus:
- 2 Flöten, wahlweise Piccolo
- 2 Oboen, 2 Klarinetten, 2 Fagotte
- 4 Hörner, 2 Trompeten, 3 Posaunen, eine Tuba
- Pauken
- Schlagwerk
- Harfe
- Orgel
- Streicher